# 津屋崎軌道
津屋崎軌道（つやざききどう）は、明治時代末期から大正時代末期にかけて福岡県宗像郡福間町と同郡津屋崎町（現在はいずれも福津市）を結ぶ私鉄を建設・運営した鉄道事業者である。
1924年（大正13年）に西日本鉄道（西鉄）の前身の鉄道会社の一つである博多湾鉄道汽船に吸収合併され、1939年（昭和14年）まで営業が続けられた。本記事では博多湾鉄道汽船への吸収合併後の動きについても記述する。

## 路線データ
- 路線距離：3.9km
- 軌間：914mm
- 複線区間：なし（全線単線）
- 電化区間：なし（全線非電化）
- 動力：馬力

## 沿革
1906年（明治39年）、津屋崎馬車鉄道の名で九州鉄道（初代、現・鹿児島本線）の福間駅と津屋崎町を結ぶ馬車鉄道路線として計画・出願され、特許を得た。会社は1907年（明治40年）に設立し、同年内に社名を津屋崎軌道に改称して1908年（明治41年）に福間 - 宮司（宮地嶽神社の最寄り駅）間が開通し、翌1909年（明治42年）に宮司 - 津屋崎間が開通した。
1924年（大正13年）、津屋崎軌道は博多湾鉄道汽船に吸収合併された。博多湾鉄道汽船は当時福岡市と宮地嶽神社を結ぶ鉄道路線（現・西鉄貝塚線）を建設していた。翌1925年（大正14年）、新博多 - 宮地嶽間の開業とほぼ同時期に旧津屋崎軌道線から宮地嶽駅に至る支線が建設され、両線の接続が図られた。
博多湾鉄道汽船による吸収合併後、沿線に運行開始されたバスの影響で利用者が次第に減少した。太宰府軌道の電化により余剰となった蒸気機関車と客車を譲り受け、馬力を蒸気動力に切り替えることが検討されたが実現せず、1939年に馬車鉄道区間は廃止された。
なおこの歴史を後世に伝えるため、福間・津屋崎両町が合併・市制施行したのを契機とし、それによって生まれた福津市の乗馬クラブが2011年から予約制の観光馬車を走らせている。詳細はNHK福岡放送局『ふっくTV』第2回で津屋崎軌道と共に紹介された。

### 年表
- 1906年（明治39年）7月21日 津屋崎馬車鉄道に福間 - 津屋崎間3.8kmの特許が下付
- 1907年（明治40年）3月26日 津屋崎馬車鉄道設立。本社を宗像郡下西郷村字根木町2732番地3に置く。資本金5万円
- 1907年（明治40年）10月20日 津屋崎軌道に改称
- 1908年（明治41年）3月10日 津屋崎軌道に福間町根木町地内0.2kmの特許が下付
- 1908年（明治41年）4月28日 福間 - 宮司間が開業
- 1909年（明治42年）5月11日 本社を宗像郡津屋崎町大字宮司字前田1300番地2へ移転
- 1909年（明治42年）8月12日 宮司 - 津屋崎間が開業
- 1911年（明治44年）2月14日 福間町根木町地内の特許を返納
- 1924年（大正13年）1月1日 博多湾鉄道汽船が津屋崎軌道を吸収合併[1]
- 1925年（大正14年）7月11日 道辻 - 宮地嶽駅前間が開業
- 1939年（昭和14年）4月13日 福間 - 津屋崎間及び道辻 - 宮地嶽駅前間を廃止

## 輸送・収支実績
| 年度 | 輸送人員（人） | 貨物量（トン） | 営業収入（円） | 営業費（円） | 営業益金（円） |
| ---- | -------------- | -------------- | -------------- | ------------ | -------------- |
| 1908 | 49,585         |                | 3,855          | 2,625        | 1,230          |
| 1909 | 111,948        |                | 6,069          | 4,245        | 1,824          |
| 1910 | 120,665        |                | 7,483          | 4,598        | 2,885          |
| 1911 | 68,418         |                | 7,371          | 4,638        | 2,733          |
| 1912 | 64,897         | 1,571          | 7,262          | 6,251        | 1,011          |
| 1913 | 12,200         | 266            | 7,868          | 6,906        | 962            |
| 1914 | 79,564         |                | 7,896          | 5,413        | 2,483          |
| 1915 | 76,581         |                | 9,285          | 6,479        | 2,806          |
| 1916 | 83,887         |                | 10,407         | 6,432        | 3,975          |
| 1917 | 115,799        |                | 11,704         | 7,160        | 4,544          |
| 1918 | 156,371        |                | 17,794         | 10,118       | 7,676          |
| 1919 | 185,341        |                | 24,884         | 14,425       | 10,459         |
| 1920 | 178,085        |                | 26,677         | 21,090       | 5,587          |
| 1921 | 183,155        |                | 27,686         | 19,126       | 8,560          |
| 1922 | 169,807        |                | 26,456         | 18,380       | 8,076          |
| 1923 | 236,829        |                | 25,267         | 18,460       | 6,807          |
| 1924 | 224,870        |                | 24,256         | 18,652       | 5,604          |
| 1925 | 171,402        |                | 19,807         | 18,260       | 1,547          |
| 1926 | 120,034        |                | 12,051         | 15,174       | ▲3,123         |
| 1927 | 119,370        |                | 11,340         | 12,851       | ▲1,511         |
| 1928 | 101,169        |                | 9,758          | 11,250       | ▲1,492         |
| 1929 | 100,264        |                | 9,684          | 11,277       | ▲1,593         |
| 1930 | 67,931         |                | 6,451          | 12,222       | ▲5,771         |
| 1931 | 32,678         |                | 2,921          | 4,882        | ▲1,961         |
| 1932 | 24,021         |                | 2,097          | 3,683        | ▲1,586         |
| 1933 | 26,450         |                | 2,365          | 3,905        | ▲1,540         |
| 1934 | 30,194         |                | 2,572          | 2,998        | ▲426           |
| 1935 | 24,408         |                | 2,216          | 3,121        | ▲905           |
| 1936 | 20,911         |                | 1,832          | 3,072        | ▲1,240         |
| 1937 | 20,131         |                | 1,760          | 3,203        | ▲1,443         |

- 鉄道院年報、鉄道院鉄道統計資料、鉄道省鉄道統計資料、鉄道統計資料、鉄道統計各年度版より